# Augaptilus lamellifer
Augaptilus lamellifer är en kräftdjursart som beskrevs av Esterly 1911. Augaptilus lamellifer ingår i släktet Augaptilus och familjen Augaptilidae. Inga underarter finns listade i Catalogue of Life.